# Dupont (Wisconsin)
Dupont es un pueblo ubicado en el condado de Waupaca en el estado estadounidense de Wisconsin. En el Censo de 2010 tenía una población de 738 habitantes y una densidad poblacional de 8,13 personas por km².

## Geografía
Dupont se encuentra ubicado en las coordenadas 44°38′6″N 88°55′38″O / 44.63500, -88.92722. Según la Oficina del Censo de los Estados Unidos, Dupont tiene una superficie total de 90.79 km², de la cual 89.71 km² corresponden a tierra firme y (1.19%) 1.08 km² es agua.

## Demografía
Según el censo de 2010, había 738 personas residiendo en Dupont. La densidad de población era de 8,13 hab./km². De los 738 habitantes, Dupont estaba compuesto por el 97.29% blancos, el 0% eran afroamericanos, el 0.14% eran amerindios, el 1.76% eran asiáticos, el 0% eran isleños del Pacífico, el 0% eran de otras razas y el 0.81% pertenecían a dos o más razas. Del total de la población el 0% eran hispanos o latinos de cualquier raza.